# Галф-Гейт-Истейтс (Флорида)
Галф-Гейт-Истейтс (англ. Gulf Gate Estates) — статистически обособленная местность, расположенная в округе Сарасота (штат Флорида, США) с населением в 11 647 человек по статистическим данным переписи 2000 года.

## География
По данным Бюро переписи населения США статистически обособленная местность Галф-Гейт-Истейтс имеет общую площадь в 7,25 квадратных километров, водных ресурсов в черте населённого пункта не имеется.
Статистически обособленная местность Галф-Гейт-Истейтс расположена на высоте 4 м над уровнем моря.

## Демография
По данным переписи населения 2000 года в Галф-Гейт-Истейтс проживало 11 647 человек, 2981 семья, насчитывалось 5987 домашних хозяйств и 6720 жилых домов. Средняя плотность населения составляла около 1606,48 человек на один квадратный километр. Расовый состав населённого пункта распределился следующим образом: 96,46 % белых, 0,78 % — чёрных или афроамериканцев, 0,21 % — коренных американцев, 0,81 % — азиатов, 0,03 % — выходцев с тихоокеанских островов, 0,94 % — представителей смешанных рас, 0,77 % — других народностей. Испаноговорящие составили 3,20 % от всех жителей статистически обособленной местности.
Из 5987 домашних хозяйств в 15,1 % воспитывали детей в возрасте до 18 лет, 37,9 % представляли собой совместно проживающие супружеские пары, в 9,0 % семей женщины проживали без мужей, 50,2 % не имели семей. 41,9 % от общего числа семей на момент переписи жили самостоятельно, при этом 23,8 % составили одинокие пожилые люди в возрасте 65 лет и старше. Средний размер домашнего хозяйства составил 1,89 человек, а средний размер семьи — 2,54 человек.
Население статистически обособленной местности по возрастному диапазону по данным переписи 2000 года распределилось следующим образом: 13,3 % — жители младше 18 лет, 5,8 % — между 18 и 24 годами, 23,4 % — от 25 до 44 лет, 23,3 % — от 45 до 64 лет и 34,1 % — в возрасте 65 лет и старше. Средний возраст жителей составил 51 год. На каждые 100 женщин в Галф-Гейт-Истейтс приходилось 81,1 мужчин, при этом на каждые сто женщин 18 лет и старше приходилось 77,8 мужчин также старше 18 лет.
Средний доход на одно домашнее хозяйство статистически обособленной местности составил 35 154 доллара США, а средний доход на одну семью — 44 716 долларов. При этом мужчины имели средний доход в 29 801 доллар США в год против 25 050 долларов среднегодового дохода у женщин. Доход на душу населения статистически обособленной местности составил 35 154 доллара в год. 3,3 % от всего числа семей в населённом пункте и 5,9 % от всей численности населения находилось на момент переписи населения за чертой бедности, при этом 5,5 % из них были моложе 18 лет и 6,4 % — в возрасте 65 лет и старше.